# 熊切和嘉
熊切 和嘉（くまきり かずよし、1974年9月1日 - ）は映画監督。『鬼畜大宴会』で脚本家デビューを果たした

## 経歴
北海道帯広柏葉高等学校卒業、大阪芸術大学芸術学部映像学科卒業。卒業制作『鬼畜大宴会』が、自主映画のコンペティション「第20回ぴあフィルムフェスティバル」で準グランプリを受賞した。
2016年にアメリカのWebサイト『Taste of Cinema』が公開した「心がつぶれそうになる傑作映画20本（20 Great Soul-Crushing Films That Are Worth Your Time）」では、日本映画としては本作が唯一のランクインとなっており、第19位を獲得している。
この作品の脚本は当時、教授であり映画監督の中島貞夫から学生離れした内容とあまりに長い原稿枚数に本当にやるのかと問われた。この作品は、タオルミナ国際映画祭ではグランプリを受賞。2001年、第10回PFFスカラシップ作品『空の穴』で、劇場デビュー。
2014年、モスクワ国際映画祭において、『私の男』が最優秀作品賞を受賞した。この映画をはじめ、熊切の作品は日本国内外の映画祭に多数出品・招待されている。2014年12月より1年間パリに留学。

2023年、第25回上海国際映画祭では『658km、陽子の旅』が最優秀作品賞、最優秀脚本賞、最優秀女優賞の3賞を受賞した。

## 作品
特記の無いものは監督のみ担当作品。

### 映画
- 鬼畜大宴会（1998年） - 監督、脚本、編集、照明
- 空の穴（2001年） - 監督、脚本[8][9]
- 夏の花火編〜あさがお（2003年）
- 冬の花火編〜妹の手料理（2003年）
- アカン刑事（最も危険な刑事（デカ）まつり）（2003年）[10]
- アンテナ（2003年） - 監督、脚本
- 遡河魚（2004年） - 監督した野狐禅PVを再編集
- 揮発性の女（2004年） - 監督、脚本、編集[11]
- 日野日出志のザ・ホラー怪奇劇場・第二夜 爛れた家「蔵六の奇病」より（2004年）
- フリージア（2006年）
- 青春☆金属バット（2006年）
- ノン子36歳（家事手伝い）（2008年）
- 海炭市叙景（2010年）
- 鶴園家のめまい（2010年）[12]
- 莫逆家族-バクギャクファミーリア-（2011年）
- BUNGO〜ささやかな欲望〜 人妻（2012年）
- シネマ☆インパクト 止まない晴れ（2013年）
- 夏の終り（2013年）
- 私の男（2014年）
- 光の音色 -THE BACK HORN Film-（2014年） - THE BACK HORNとのコラボレーション映画[13]
- ディアスポリス -DIRTY YELLOW BOYS- 監督、脚本
- 武曲 MUKOKU（2017年） - 監督[14]
- 多十郎殉愛記（2019年） - 監督補佐
- #マンホール（2023年）
- 658km、陽子の旅（2023年） - 監督、共同脚本（妻との脚本ユニット「浪子想」名義）
- ゼンブ・オブ・トーキョー（2024年）

### テレビドラマ
- 東京少女・セピア編 第4話「疾走少女」
- 東京少女瓜生美咲 第3話「三角形の恋」
- BUNGO -日本文学シネマ-「魔術」
- ディアスポリス 異邦警察 第7、8話 監督、脚本
- 60 誤判対策室（2018年、WOWOW）
- 満願 最終夜「満願」（2018年、NHK総合） - 脚本・演出

## その他担当作品
- 盲獣VS一寸法師（2001年） - 出演、メイキング撮影
- 東京ハレンチ天国 さよならのブルース - 協力
- おそいひと（2004年） - 編集
- TOKYO!「メルド」 - メイキング撮影・編集

## 受賞歴
- 鬼畜大宴会
  - 第28回タオルミナ国際映画祭グランプリ
  - 第20回ぴあフィルムフェスティバル PFFアワード 準グランプリ
  - 第23回おおさか映画祭 自主製作賞
- 空の穴
  - 第30回ロッテルダム国際映画祭 国際批評家連盟賞 スペシャルメンション（特別賞）
- ノン子36歳（家事手伝い）
  - 『映画芸術』日本映画ベストテン1位（2008年）
- 海炭市叙景
  - 第12回シネマニラ国際映画祭グランプリ、最優秀俳優賞
  - 第13回ドーヴィル・アジア映画祭 審査員特別賞受賞
  - 第25回高崎映画祭特別賞受賞
  - 松本CINEMAセレクト・アワード 最優秀映画賞受賞
- 私の男
  - 第36回モスクワ国際映画祭最優秀作品賞、最優秀男優賞（2014年）
- 658km、陽子の旅
  - 第25回上海国際映画祭最優秀作品賞、最優秀脚本賞、最優秀女優賞（2023年）